# Johann Hinrich Peters

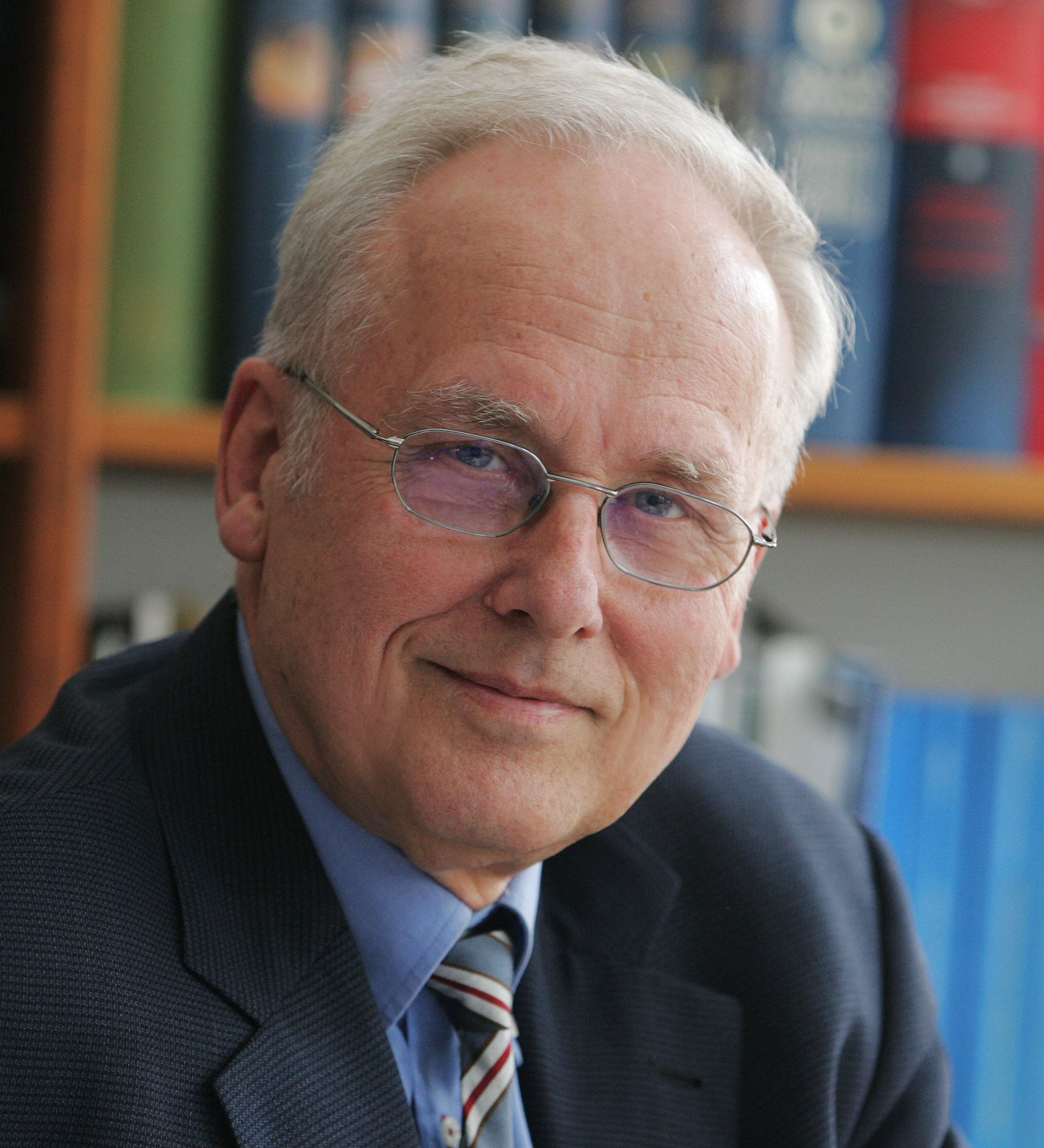
Johann Hinrich Peters (2007)

Johann Hinrich Peters (* 20. August 1938 in Flensburg) ist ein deutscher Arzt, Zellbiologe und Immunologe. Er war Professor für Immunologie an der Medizinischen Fakultät der Universität Göttingen 1982–2003.

## Leben
Nach dem Abitur 1958 in Flensburg leistete er Wehrdienst. 1959 belegte er ein Studium der Medizin an den Universitäten Tübingen, Berlin und Kiel. 1966 erfolgte die Promotion bei dem Pathologen Karl Lennert. Medizinalassistent war er in Kiel, Berlin und Tübingen. Nach der Approbation als Arzt erhielt er eine wissenschaftliche Tätigkeit am Max-Planck-Institut für Biologie, Tübingen (Wolfgang Beermann), dem Karolinska-Institut, Stockholm (Nils Ringertz, Torbjörn Caspersson) und dem Max-Planck-Institut für Virusforschung, Tübingen (Peter Hausen). 1974 folgte die Habilitation an der Medizinischen Fakultät der Universität Tübingen für das Fach Zellbiologie.
1975 erhielt er ein fünf-Jahres-Stipendium der Deutschen Forschungsgemeinschaft (Vorläufer des Heisenberg-Stipendiums) am Institut für Genetik in Köln (Walter Vielmetter).
Von 1980 bis 1982 war er Leitender Immunologe am Institut für Biologische Forschung, Köln. Von 1982 bis 2003 hatte er eine Professur für Immunologie an der Medizinischen Fakultät der Universität Göttingen, Deutschland.

## Wissenschaftliches Wirken
- 1971 Früheste Aktivierungsereignisse der lymphozytären Zellmembran: Transporter in der Lymphozytenmembran für Glucose und Nucleoside und deren Aktivierungsmechanismus.[1] Gap junctions in Lymphozyten und deren Öffnungskinetik[2]
- 1972 Erster Nachweis, dass T-Lymphozyten nur in Zellkontakt-abhängiger Kooperation mit akzessorischen Zellen aktiviert werden können.[3]
- 1978 Zweisignal-Theorie der Aktivierung von T-Lymphozyten[4]
- 1980 Nachweis, dass Mykoplasmen in der Zellkultur durch Makrophagen eliminiert werden können. Dies war die erste erfolgreiche Eliminierungsmethode, da Antibiotika oft erfolglos waren. Im Nebenschluss konnte gefolgert werden, dass Mykoplasmen nicht intrazellulär überleben, was zu der Zeit als theoretische Möglichkeiten galt.[5]
- 1981 konnte Peters’ Arbeitsgruppe die ersten Hybridome von Dendritischen Zellen (DC) herstellen.[6][7][8]

Aus Stockholm hatte Peters die Technik der Zellfusion nach Deutschland gebracht. Unter anderem auf dieser Grundlage leitete er seit 1983 über Jahre den Kurs zur Herstellung monoklonaler Antikörper der Deutschen Gesellschaft für Immunologie und verantwortete die erste große Monographie über die Herstellung Monoklonaler Antikörper, die in drei Auflagen auf Deutsch und Englisch erschien.
In Göttingen leistete Peters Pionierarbeit bei der Aufklärung der Ontogenese Dendritischer Zellen. Nach der vorherrschenden Meinung sollten Dendritische Zellen eine unabhängige Linie aus dem Knochenmark bilden – diese These blieb aber unbewiesen.
Peters folgerte aus seinen Befunden, dass DC der myeloiden Linie angehörten, daher mit Monozyten, Makrophagen und Granulozyten verwandt seien. Auch dies zu beweisen war schwierig, da Zellkulturen keine definierten Bedingungen lieferten, Marker für DC kaum vorhanden waren und Zellpopulationen nicht sauber genug präpariert werden konnten. Die Konkurrenz war gering, und es dauerte fünf Jahre, bis seine Arbeitsgruppe unter definierten Bedingungen aus menschlichen Monozyten DC herstellen konnte:
- 1987 Erste Befunde, wonach menschliche Dendritische Zellen von Monozyten (einer Klasse der Leukozyten aus der myeloiden Reihe des Knochenmarks) abgeleitet werden können.[13]

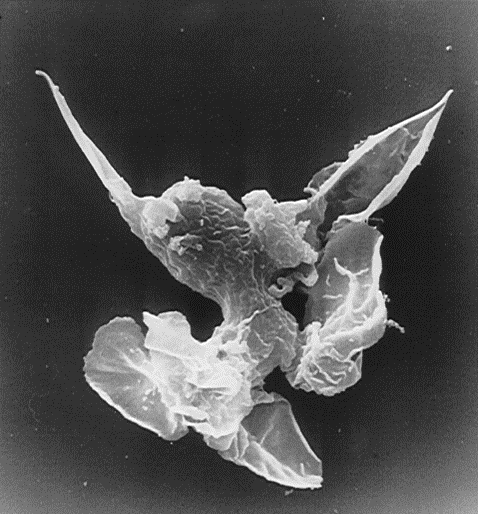
Menschliche aus Monozyten differenzierte Dendritische Zelle

- 1990 Signale für die Differenzierung menschlicher Monozyten zu Dendritischen Zellen.[14][15][16][17][18][19][20][21][22]
- 1987; 1991 Absicherung bei Maus und Ratte, dass DC der myeloiden Reihe entstammen.[23][24][25][26]
- 1992 konnte Peters‘ Arbeitsgruppe auf dem International Symposium on Dendritic Cells in Fundamental and Clinical Immunology, Amsterdam, Netherlands ihre Sicht belegen und die Signalkombination GM-CSF plus IL-4 benennen, die unter definierten Bedingungen (in serumfreier Kultur) aus menschlichen Monozyten DC differenzieren lässt.[27][28][29][30][31][32] Hiermit war die myeloide Herkunft der DC abgesichert und es waren Vorstufen der DC des Menschen identifiziert, die leicht zugänglich waren und aus denen naive DC gezüchtet werden konnten.

Der „Göttinger Alleingang“ begründete die individualisierte zelluläre Immuntherapie beim Menschen auf der Basis von DC als den Starterzellen der antigenspezifischen Immunreaktion. Gleichzeitig war dies der erste Nachweis der Plastizität einer somatischen menschlichen Zelle, später erweitert auf die Follikuläre DC.
Von dieser Arbeitsgruppe wurden die Begriffe der monocyte-derived DC bzw. MoDC sowie der myeloiden DC geprägt. Die MoDC-differenzierende Zytokin-Kombination GM-CSF plus IL-4. gilt heute als „klassisch“ und wurde mehrfach bestätigt. Diese Fakten stellen seit dem Jahr 2000 Lehrbuchwissen dar
- 1999 gründete Peters für die praktische Anwendung der Tumortherapie am Patienten gemeinsam mit dem onkologisch tätigen Arzt Thomas Neßelhut die DC-Gesellschaft für Dendritic-Cell-Therapie,[44] eine Ausgründung der Universität Göttingen, die heute als Pionier der zellulären Immun-Onkologie gilt. Für 15 Jahre war er deren wissenschaftlicher Leiter. Bis 2020 wurden hier mehr als 5000 Tumorpatienten behandelt; darüber wurde auf Tagungen und Kongressen – wie u. a. dem jährlichen Meeting der American Society of Clinical Oncology (ASCO) – berichtet.[45][46][47][48][49][50][51][52][53][54][55][56][57] Alle soliden Tumoren werden behandelt, in der Rangliste der erfolgreichsten Behandlungen (5-Jahres-Heilungen, Lebenszeitverlängerung) rangieren Glioblastom, Malignes Melanom, Nierenzell-, Lungen-, Mamma-, Ovarial- und Pankreaskarzinom in den höchsten Positionen (Ansprechraten 32-38 %), Zervixkarzinome, Sarkome, Neuroendokrine und Kinder-Tumoren in den niedrigsten (22 %).

Ex vivo generierte MoDC werden heute global zur Behandlung von Krebserkrankungen eingesetzt. In den USA wurde die Therapie mit MoDC für das Prostata-Karzinom zugelassen.

## Erfindungen, Patente (Auswahl)

### Biomedizin
- Zellkulturkammer „Flexiperm“, „Quadriperm“[59][60]
- Entwicklung eines Belüftungsstopfens für Zellkultur-Flaschen[61]
- “Verbindungen zur Erhöhung des IL-12/IL-10-Verhältnisses und ihre Verwendung bei der Therapie infektiöser und proliferativer Krankheiten”[62]

### Akustik
- Kunstkopfartige Mikrofonanlage[63][64]
- Akustik der Violine systemtheoretisch: Partialschwingungen und harmonische Obertöne – öffentliche Vorführung, Aula der Universität Göttingen 6. Oktober 2018[65]

## Öffentliche und außerberufliche Tätigkeiten
- Stabsarzt der Reserve (Bundeswehr; Bundesrepublik Deutschland)
- Nach eigener Aussage war Peters Anfang der 1960er Jahre in der Fluchthilfe in West-Berlin tätig. Nach Aufdeckung der Tätigkeit musste Peters seinen Studienort nach Kiel verlegen.
- Aufdeckung des Wissenschaftsskandals „Göttinger Gebräu“[66] als Mitglied der Habilitationskommission.
- Göttinger Kammermusikgesellschaft, Leiter für sechs Jahre.

## Rezeption in Literatur und Presse

### Immunologie
- Öffentliche Darstellung, Lehrbuchwissen und Resonanz anlässlich der Verleihung des Nobelpreises an Ralph Steinman (2011)
- Y. Imai, M. Yamakawa, T. Kasajima: The lymphocyte-dendritic cell system. In: Histol Histopathol. Band 13, 1998, S. 469–510.
- Rita Wilp: Die dendritische Zelle – Schlüssel für neuartige Immuntherapie gegen Krebs. In: Spektrum. (Universität Göttingen) 3/2000, S. 22–24. ISSN 0945-3512
- Neue Ansätze der Therapie mit dentrischen [sic] Zellen. In: Göttinger Tageblatt. 28. April 2000.[67]
- R. A. Goldsby, T. J. Kindt, B. A. Osborne: Kuby Immunology. 4. Auflage. W.H. Freeman & Co, 2000.[68]
- Julia Offe: Der verzweigte Weg der dendritischen Zellforschung. In: Laborjournal. Band 12, 2011, S. 24–25.[69]
- Michael Simm: Ralph Steinman and the Dendritic Cells. In: Futura. Band 26, 2011, S. 9–11.[70]

### Öffentliche Resonanz auf den Fälschungsskandal
- Karen Birmingham: Misconduct trouble brewing in Göttingen. In: Nature Medicine. Band 7, Nr. 8, 2001, S. 875.
- B. Röper, K.-M. Mayer: MEDIZIN: Wiederholte Fälschung? In: FOCUS Online. 13. November 2013.[71]

### Akustik, öffentliche Wahrnehmung
- Karl Breh: Alles Clara. Neues Aufnahmeverfahren. In: Stereoplay. Band 4, 1986, S. 46–48.[72]
- J. H. Peters: In Clara veritas? Clara Tonaufnahmesystem. In: Sound. Band 12, 1988, S. 4–9.[73]
- P. Niederberger: Erfahrungen mit neuem Tonaufnahme-System. In: Sound. Band 12, 1988, S. 10–12.[74]
- Stefan Kirchhoff: Neudeutung der Akustik der Violine. Zum 80. Geburtstag von Prof. J. Hinrich Peters: Kolloquium und Gesprächskonzert. In: Göttinger Tageblatt. 2. Oktober 2018.[75]